# Auto Union Type A
L'Auto Union Type A, est l'une des premières « Flèches d'Argent » et la première automobile de courses développée par la toute jeune compagnie Auto Union.

## Historique
Pour en finir avec le succès des automobiles françaises et italiennes en course, le Reich allemand débloque des fonds incroyables pour subventionner les entreprises qui se lanceraient en compétition. Mercedes, déjà engagé avec ses SSKL profite alors de ces fonds pour développer des automobiles performantes et ainsi remporter de nombreuses victoires en course. Auto Union issue de la concentration d'Audi, DKW, Horch et Wanderer entend profiter de cette subvention d'un montant de près de 400 000 RM. Toutefois, le montant est partagé entre Mercedes et Auto Union.
Pour fabriquer la Type A, Auto Union se base sur le projet Porsche P-Wagen. Les ingénieurs, Ferdinand Porsche compris, déplacent le moteur en position centrale arrière et fabriquent environ cinq voitures, trois engagées en compétition, une pour les tests et une autre de réserve.
Prête pour les essais en novembre 1933, la Type A est dévoilée au public pour la réalisation de trois records de vitesses en classe C (3 000 à 5 000 cm3) : les 100 miles à 216,875 km/h ; les 200 km à 217,018 km/h et une heure à 217,110 km/h.
En course, l'Auto Union Type A est engagée à toutes les épreuves aux mains de Hans Stuck qui à son volant parvient à remporter sept victoires en 1934. Stuck remporte quatre victoires en course de côte et trois en Grand Prix (Allemagne, Suisse, Tchécoslovaquie).
Remplacée par la Type B en 1935, la Type A fait une dernière apparition victorieuse à Tunis en 1935, aux mains expertes de Tazio Nuvolari.